# Невенка Урбанова
Невенка Урбанова (Стари Бечеј, 28. март 1909 — Београд, 7. јануар 2007) била је српска глумица.

## Позориште
Прошла је аудицију 1925. године код Милана Грола и Милана Кашанина и примљена за члана драме Народног позоришта у Београду. Остварила је преко 150 улога. Статус првакиње Народног позоришта стекла је 1936. године, радила је до пензионисања 1959. у Народном позоришту. Последњи пут се појавила на позоришној сцени 21. априла 1965. године, као гошћа у Југословенском драмском позоришту, на светској прапремијери Мрожековог дела „Танго“. Тог дана, на сцену ЈДП-а изашао је глумачки ансамбл у саставу: Љубиша Јовановић, Блаженка Каталинић, Невенка Урбанова, Снежана Никшић, Славко и Никола Симић и Марко Тодоровић.
Неке од најзначајнијих улога које је остварила су: Лола Монтез („Опчињени краљ“), Баронеса Кастели-Глембај („Господа Глембајеви“), Госпођа Ерлин („Лепеза леди Виндермир“), Јулија („Обожавана Јулија“), Серафина („Тетовирана ружа“).
„За предратну генерацију гледалаца она је жена „еротске интелигенције“, femme fatale свога доба, та Госпођица Алварес, Јармила Јанска, Џил, Жанина, Луција Силва, Мелита, а за нас послератну генерацију Нушићева Рина, Крлежина Баруница Кастели, Вајлдова Леди Виндермир, Ратиганова Хестер Колијер, Соважонова Обожавана Јулија и Серафина Тенесија Вилијамса.“ (Јован Ћирилов)
Била је удата за вајара Душана Јовановића (†1945), сина дворског фотографа Милана Јовановића и синовца сликара Паје Јовановића. Године 2002. Невенка Урбанова је поклонила принцу Александру две бисте његовог оца краља Петра Карађорђевића које је израдио њен супруг. Том приликом последњи пут се појавила у јавности.

## Филмови
Осим у позоришту глумила је и у филмовима: 
- Све ради осмеха (1926),[2]
- Да сам раније знала (1928),
- Софка (1948),
- Срећа у торби (1961),
- Медаљон са три срца (1962).

## Књига
У последњим деценијама живота бавила се писањем својих успомена. Године 2000. објавила је књигу Свици који словима светле у сопственом издању (са предговорима академика Дејана Медаковића и редитеља Мирослава Беловића), а 2006. у поновљеном издању (издавач Народно позориште у Београду). Током априла и маја 2006. у Универзитетској библиотеци трајала је изложба посвећена Хугу Клајну, на предавању „Глумци о редитељу Клајну“ 4. маја 2006. учествовала је писменим саопштењем које је прочитао Предраг Ејдус.

## Награде
Добила је награду Владе Србије за улогу Рине у Нушићевом „Покојнику“, затим прву награду на Фестивалу радио и ТВ драме у Љубљани за радио монодраму „Липтонов чај“ 1964. године. Глумачку награду „Добричин прстен“ добила је 1984. Један је од добитника награде академије „Иво Андрић“ за 2005. годину.
Године 1994. у Галерији САНУ отворила је изложбу поводом 125 година Народног позоришта.
На згради у којој је живела постављена је спомен-плоча 2012. године, рад њеног супружника Димитрија Дишка Марића са којим је провела дуже од пола века.

## Занимљивости
- Највећи део свог живота, и уметничког века, посветио је Невенки Урбановој њен судруг, дружбеник, „пријатељ до последњег даха”, академски сликар Димитрије Дишко Марић. Посветио јој је и своје суптилне слике нежног колорита, као што је била нежна и његова љубав према Невенки.“ (Јован Ћирилов).[7]
- Кад је преминула, била је у том моменту најстарија српска глумица. По њеној жељи вест о смрти објављена је три дана касније, 10. јануара, након што су обављени кремација и сахрана. Вест о њеној смрти објављена је у Другом дневнику РТС 10. јануара 2007.